# Peter Hell
Peter Hell (* 3. April 1947 in München) ist ein deutscher Unternehmer, Sportfunktionär und ehemaliger Bobfahrer.
Er war Deutscher Meister und Olympiateilnehmer.

## Leben
Während seiner aktiven Zeit lebte und trainierte Hell in Berchtesgaden, wo er für den Wintersportverein Königssee e. V. startete. Zusammen mit Hans Morant, Jürgen Kyre und Dieter Gebhard gewann er 1977 den Bayerischen und den deutschen Meistertitel im Viererbob. 1978 erreichte er mit Bremser Dieter Gebhard bei der Bob-Weltmeisterschaft im Zweierbob den 6. Platz.
In den Disziplinen Zweier- und Viererbob nahm er an den XIII. Olympischen Winterspielen 1980 in Lake Placid teil. Er erreichte hierbei die Platzierungen 7 (Viererbob) und 8 (Zweierbob) und war damit jeweils der bestplatzierte Starter aus der westdeutschen Bobstaffel.
Nach seiner aktiven Karriere betätigte er sich als Trainer und Fernsehkommentator im Bobsport. Heute ist er im Internationalen Bob & Skeletonverband als Koordinator für die Europe Cup Wettbewerbe im Bereich des Bobsportes tätig.
Er lebt mit seiner Frau in Königsee.

## Sportliche Erfolge
- 1977 Deutscher Meister im Viererbob
- 1977 Bayrischer Meister im Viererbob
- 1978 Platz 6 bei der Weltmeisterschaft im Zweierbob in Lake Placid
- 1980 Platz 8 bei den Olympischen Winterspielen 1980 im Zweierbob in Lake Placid
- 1980 Platz 7 bei den Olympischen Winterspielen 1980 im Viererbob in Lake Placid